# Edward T. Hall
Edward Twitchell Hall (Webster Groves, 16 maggio 1914 – Santa Fe, 20 luglio 2009) è stato un antropologo statunitense che si è occupato prevalentemente di prossemica.

## Biografia
Ha scritto The hidden dimension nel 1966 (prima edizione Doubleday & Co. Inc., New York), edito in italia dalla casa editrice Bompiani nel 1968, con il titolo La dimensione nascosta. In questo libro introduce alla prossemica, osservando i comportamenti degli animali e delle persone e procedendo ad una serie di deduzioni. Un altro lavoro dell'autore è Il linguaggio silenzioso. Nei suoi studi egli individua quattro distanze che delimitano altrettante "zone" di comunicazione:
1. la zona intima, tra 0 e 45 cm;
2. la zona personale, tra 45 e 120 cm;
3. la zona sociale, tra 120 e 350 cm;
4. la zona pubblica, oltre i 350 cm;

## Opere
- Il linguaggio silenzioso (The Silent Language) (1959)
- La dimensione nascosta (The Hidden Dimension) (1966)
- The Fourth Dimension In Architecture: The Impact of Building on Behavior (1975, con Mildred Reed Hall)
- Beyond Culture (1976)
- The Dance of Life: The Other Dimension of Time (1983)
- Handbook for Proxemic Research
- Hidden Differences: Doing Business with the Japanese
- An Anthropology of Everyday Life: An Autobiography (1992)
- Understanding Cultural Differences - Germans, French and Americans (1990)
- West of the Thirties. Discoveries Among the Navajo and Hopi (1994)